# Tsesisolyckan
Tsesisolyckan inträffade 26 oktober 1977 då den sovjetiska oljetankern Tsesis (ryska: Цесис) gick på grund 100 meter väster om skäret Kärringklubben vid Fifång i Södertäljeleden utanför Trosa. Fartyget sprang läck och cirka 1 000 kubikmeter olja läckte ut i havet. Sjöfartsverket lade skulden för olyckan på lotsen, sjökapten Hjalmar Nordenberg och fartygets befälhavare,  sjökapten Vladimir Minailenko. Kartografen Anders Ahlmark på Sjöfartsverket hävdade att verket var ansvarigt för olyckan genom att man missat att föra in grundet, som hade kartlagts redan 1969, på aktuella sjökort. Sjöfartsverket hävdade genom processen att sjökortet inte var felaktigt. 
Efter att ha misslyckats med att få gehör för sin uppfattning inom verket tog Ahlmark kontakt med media och berättade öppet vad han ansåg hade orsakat missen och att man hade mörklagt förhållandet. Generaldirektören kallade då in justitiekansler Ingvar Gullnäs för att få en opartisk utredning. Gullnäs tog inte ställning i själva sjökortsfrågan och vad Sjöfartsverket har för ansvar för att dokumentera utförda djupmätningar på ett korrekt sätt men friade verket från anklagelsen om systematisk mörkläggning. 
Ett tiotal tjänstemän skrev därefter på listor som kritiserade Ahlmark som person i arbetet, vilket ledde till han fick yrkesförbud som kartograf inom Sjöfartsverket och tvångsförflyttades till verkets fyrverkstad för omskolning till elingenjör. Media tog upp fallet till ytterligare granskning när Ahlmark i september 1979 tjänstgjorde på fyren Ölands södra grund och han blev i pressen kallad Fången på fyren. Förhandlingar mellan TCO-S och Arbetsgivarverket om hans arbetssituation ledde till att han kunde återgå till arbetsuppgifter inom Sjöfartsverket men inte tilläts arbeta i sitt tidigare yrke som kartograf. Justitieombudsmannen Per-Erik Nilsson ansåg i ett initiativärende att Sjöfartsverket handlat rätt ur sin synpunkt. Ahlmark hamnade i karantän utan några egentliga arbetsuppgifter. Tsesiskatastrofen gick genom hela rättssystemet och 1983 gav Högsta domstolen Ahlmark rätt i sak. Sjökortet var ett navigatoriskt hjälpmedel och felet i sjökortet orsakade olyckan. Lotsen fick postumt upprättelse liksom den ryske befälhavaren fick upprättelse. Staten förlorade och JK betalade ut fullt skadestånd till det ryska rederiet. Ryssland företräddes av advokaten Claës Palme.

## Påverkan på miljön
Tsesisolyckan blev unik ur miljösynpunkt genom att den inträffade i ett område som var ovanligt väl dokumenterat när det gäller miljöförhållanden. Askölaboratoriet, Stockholms universitets marinekologiska forskningsstation, ligger inte långt ifrån olycksplatsen och personal från stationen kunde redan dagen efter olyckan samla in prover från såväl oljepåverkade som opåverkade platser. Tillsammans med särskild forskningspersonal från amerikanska National Oceanic and Atmospheric Administration (NOAA) oljeteam, som dök upp några dagar efter olyckan kunde ett brett upplagt forskningsprogram igångsättas om effekterna av den utsläppta oljan på olika delar av havsmiljön. Finansieringen av verksamheten var i början oklar. Men de genomförda studierna, som pågick i mer än ett decennium resulterade i oerhört värdefull kunskap om vart oljan tar vägen i miljön och dess påverkan på olika delar av flora och fauna. Någon motsvarande studie hade inte genomförts tidigare.
Resultaten visade bland annat att effekterna på strandmiljöerna i stort sett var kortvariga och att dessa miljöer både ovan och under vattnet nästan helt hade återhämtat sig inom ett år. Det visades också att stora delar av den utsläppta oljan hamnade i den fria vattenmassan och att oljan där rörde sig i helt andra riktningar än de lätta oljefraktionerna som flöt på ytan. De i vattenmassan förekommande tyngre delarna band till sig partiklar från vattnet och blev gradvis tyngre och sjönk så småningom till botten. Effekterna på de djupa bottnarna var till skillnad från strandmiljöerna långvariga. Tydliga effekter kunde ses bland bottenlevande djur som märlkräftor och musslor i åtminstone tio år efter själva olyckan. Bottenekosystemen var fortsatt störda även senare men detta kunde inte längre kopplas till Tsesis-oljan då oljans kvarvarande sammansättning hade förändrats under den gångna tiden.

## Efterspel

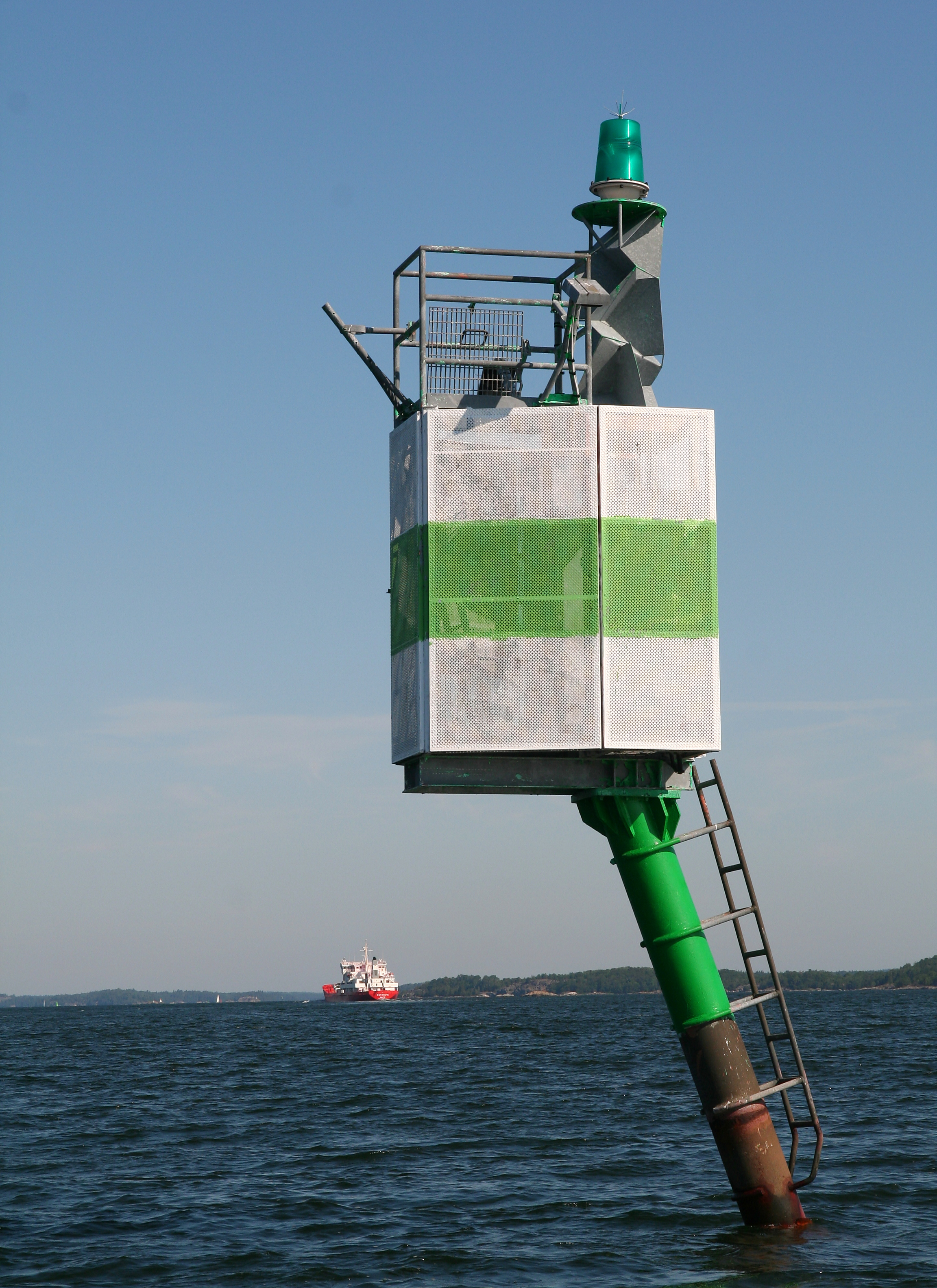
Idag står fyren Kärringhällan på grundet.

Anders Ahlmark har fått utmärkelser för civilkurage men har aldrig fått någon uttalad upprättelse från staten. Han har blivit en symbol för civilkurage och vad det kan ha för pris. 
1995 skrev Malin Lagerlöf pjäsen Fången på fyren. 
Idag är fyren Kärringhällan placerad på den berghäll där Tsesis grundstötte. Även fyren på Fifång justerades så att dess ledsektor blev smalare.